# Petričko Selo
Petričko Selo – wieś w Chorwacji, w żupanii zagrzebskiej, w gminie Žumberak. W 2011 roku liczyła 18 mieszkańców.